# نيستاتين
 نيستاتين (بالإنجليزية: Nystatin)‏و هو مضاد فطري ينتمي لمجموعة البولين يتمتع بتأثير علاجي للعديد من الفطريات والخمائر ومنها المبيضات. يظهر هذا المركب تأثيرات سمية عند إعطائه عن طريق الوريد بينما يتم امتصاصه بشكل جيد من خلال الجلد السليم أو عن طريق الأغشية المخاطية. كما أنه يعتبر من الأدوية الآمنة عند معالجة العدوى الفطرية الفموية والمعوية.

## الاستطباب
تظهر العدوى الفموية والمهبلية والجلدية والبلعومية المسببة بالمبيضات استجابة جيدة عند العلاج بالنستاتين. كما تعتبر المستخفية أيضاً حساسة للنيستاتين.
يتم عادة استخدام النيستاتين كوقاية عند المرضى المعرضين للعدوى الفطرية نتيجة نقص في مناعتهم مثل مرضى الإيدز أو نتيجة العلاج الكيميائي.
كما أن هذا الدواء لا يتم امتصاصه عن طريق الأمعاء مما يجعل يجعل آمناً عند إعطائه فموياً.

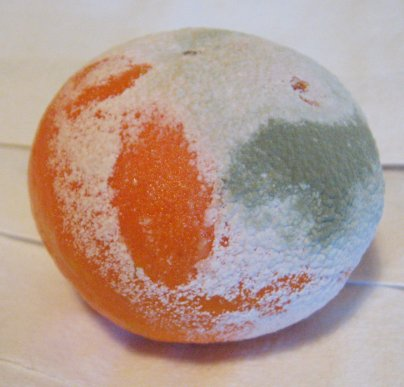
توضح هذه الصورة يوسفي مصابة بعدوى فطرية. أما المنطقة السليمة فقد تم معالجتها باستخدام النيستاتين

في حالات خاصة يتم استخدامه لمنع الانتشار الفطري على بعض الأعمال الثمينة مثل اللوحات الفنية.

## آلية التأثير
كما هو الحال في باقي المضادات الفطرية المنتمية لمجموعة البولين يرتبط النيستاتين بالأرجستيرول، المكون الرئيس للغشاء السيتوبلازمي في الفطور، كما أنه يؤدي، عند توافره بتراكيز مناسبة، إلى إحداث ثقوب في هذا الغشاء الأمر الذي يؤدي إلى تسرب البوتاسيوم خارج الخلية وبالتالي موت الخلية.

## معرض صور

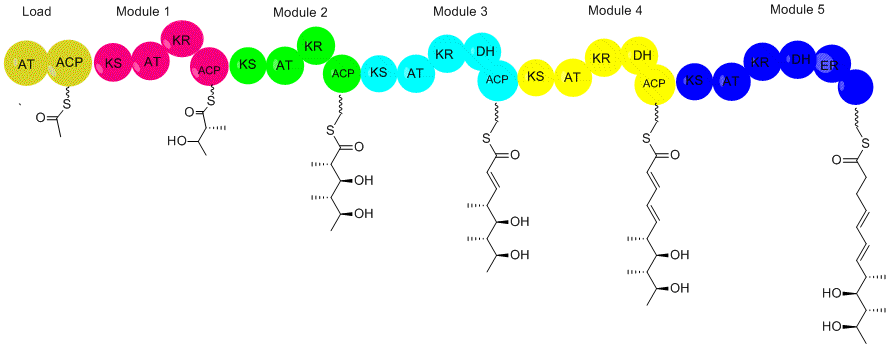
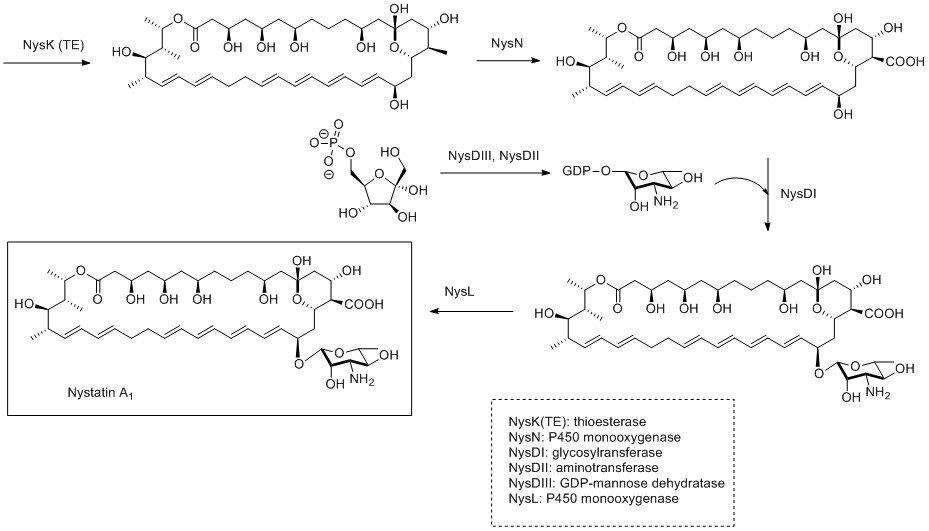
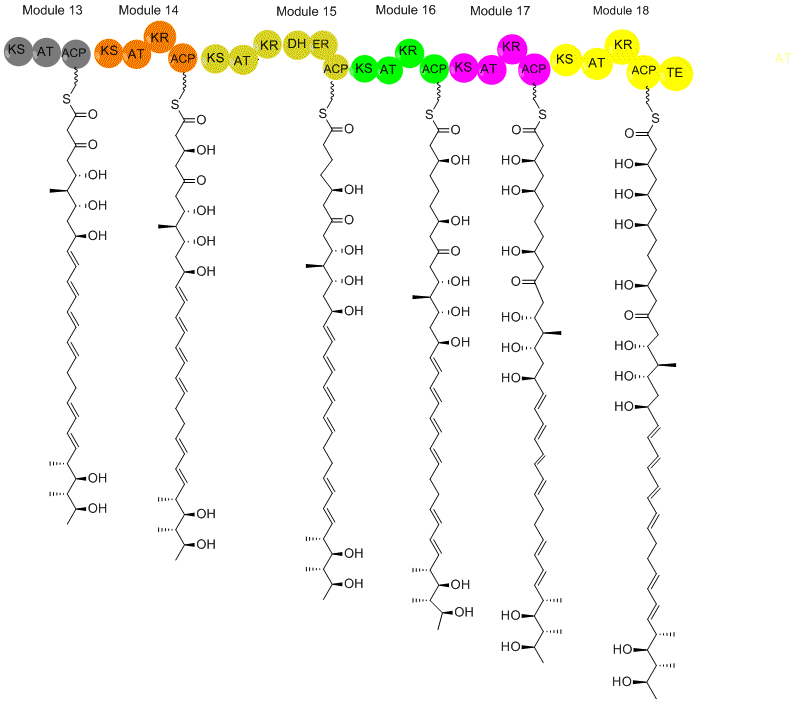
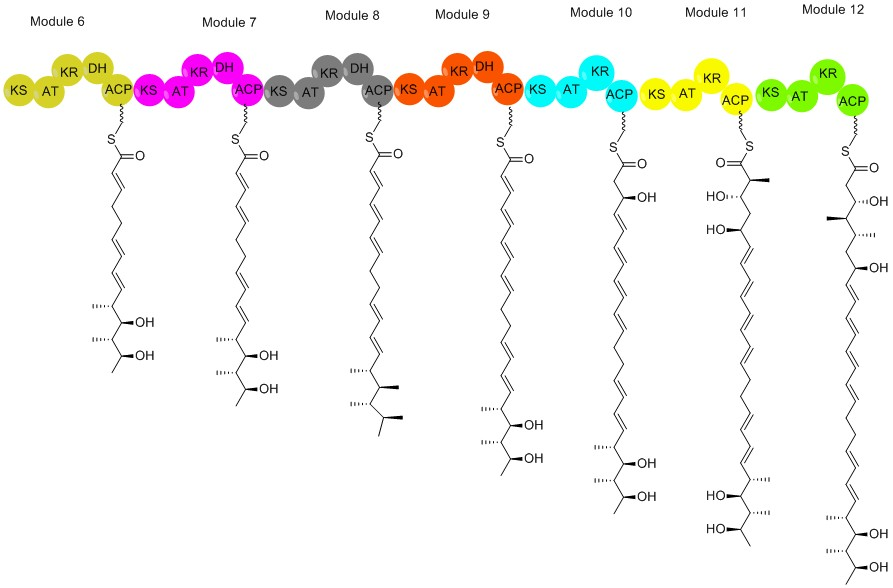

## المصدر
على غرار مضاد الفطرية الأخرى والصادات الحيوية فإن النيستاتين من أصل جرثومي. تم عزل النيستاتين في عام 1950 على يد إليزابيث لي هازين وراشيل فلور داون من جراثيم تدعى ستربتومايسيس نورسي Streptomyces noursei.